# Americana (muziek)
Americana is een verzamelnaam voor een muziekstijl waar een grote verscheidenheid aan artiesten bij in valt te delen.
Over het algemeen wordt hier muziek mee getypeerd die is afgeleid van authentieke country, folk en blues in een modern jasje. Stijlen die hierbij zijn in te delen, zijn onder andere alternatieve country, rootsmuziek en indiepop beïnvloed door country en folk. Alternatieve country typeert country die teruggrijpt naar de elementaire sfeer van de grondleggers van countrymuziek, zoals Hank Williams. De term rootsmuziek omschrijft een iets bredere stijl, naast country namelijk ook blues en folk. 
Als belangrijke invloed voor de hedendaagse americana wordt de muziek van The Band, Gram Parsons en Townes Van Zandt genoemd. De meeste vertolkers komen uit de Verenigde Staten.
Enkele voorbeelden van bekende americana-artiesten zijn Steve Earle, David Olney, Ryan Adams, Boris McCutcheon, Greg Trooper, Mary Gauthier, John Prine, Mary Chapin Carpenter, John Hiatt, Darrell Scott, Sam Baker, Pokey LaFarge, Wilco en Robert Plant.
In Nederland bekende vertegenwoordigers van het genre zijn MoonYard (Ellio Martina † 09-12-2024), Danny Vera, Olaf Putker & the Scenic Sound, At the close of every day, El Pino and the Volunteers, Bart-Jan Baartmans, Tim Knol, Michael Antony Austin, Ongenode Gaste, Powderblue, Woody & Paul, JW Roy, JP den Tex, Specs Hildebrand, AlascA, Hilde Vos, Michael de Jong, Taneytown, Stevie Ann, Ilse DeLange en Sunken Lands. 

## Trivia
Americana is ook de titel van een album van The Offspring (Americana, 1998) en van Neil Young (Americana, 2012).